# Bill Hardman
Bill Hardman, (Cleveland, 1932. április 6. – Párizs, 1990. december 5.) amerikai dzsessztrombitás.

## Pályafutása
Hardman az Ohio állambeli Clevelandben született és nőtt fel. Olyan helyi zenészekkel játszott, mint Bobby Few és Bob Cunningham. Középiskolás korában Tadd Dameronnal lépett fel. Az érettségi után csatlakozott Tiny Bradshaw zenekarához.
Hardman első lemezfelvétele Jackie McLeannel készült 1956-ban. Később Charles Mingusszal, Art Blakey Jazz Messengersével, Horace Silverrel és Lou Donaldsonnal játszott.
Junior Cookkal vezetett is egy zevekart. Mint zenekarvezető vette fel a Saying Something on the Savoy kiadótól kritikai elismerést kapott lemezt, de azt a nagyközönség nemigen vette észre.
Három évtized alatt háromszor is Art Blakey Jazz Messengersének zenésze volt.
Hardman figyelemreméltó hard bop zenész volt, rsgyogó technikával, éles artikulációkkal és sallangmentes hangzással. Hardman később beépítette játékába Clifford Brown teljesebb, extrovertáltabb romantikus szenvedélyét az 1960-as, -70-es években. Kora hardbop nagyságai legjobbjai közé tartozott, bár soha nem ért el olyan kereskedelmi sikereket, mint például Donald Byrd, Freddie Hubbard vagy Lee Morgan.
Párizsban halt meg agyvérzésben, 57 évesen.

## Albumok
(zenekarvezető)
- 1961: Saying Something
- 1978: Home
- 1980: Focus
- 1981: Politely
- 1989: What's Up

### Art Blakeyzenekarában
- Hard Bop (album) (1956)
- Originally (1956, 1982)
- Drum Suite (1957)
- Selections from Lerner and Loewe's... (1957)
- Tough! (1957, 1966)
- A Night in Tunisia (album) (1957)
- Cu-Bop (1957)
- Ritual: The Modern Jazz Messengers (1957)
- A Midnight Session with The Jazz Messengers (1957)
- Art Blakey's Jazz Messengers With Thelonious Monk (1957)
- Hard Drive (Art Blakey album) (Bethlehem, 1957)
- Art Blakey Big Band (1957)
- Art Blakey and the Jazz Messengers (Live at Slug's (1968, 1977)
- Art Blakey and the Jazz Messengers (Moanin', Live (1968 CD)
- Jazz Messengers '70 (1970)
- In Walked Sonny, Jazz Messengers with Sonny Stitt (1975)
- Backgammon (album) (1976)
- With Walter Bishop Jr.
- Hot House (Walter Bishop Jr. album) (1977/78)
- With Junior Cook
- Good Cookin' (1979)
- With Lou Donaldson
- Sunny Side Up (Lou Donaldson album) (1960)
- Possum Head (964)
- Musty Rusty (1965)
- Fried Buzzard (1965)
- With Charles Earland
- Infant Eyes (Charles Earland album) (1979)
- Pleasant Afternoon (1981)
- With Curtis Fuller
- Crankin' (1971)
- Smokin' (Curtis Fuller album)  (1972)
- With Benny Golson
- Pop + Jazz = Swing (1961)
- With Eddie Jefferson
- Come Along with Me (1969)
- With Ronnie Mathews
- Legacy (Ronnie Mathews album) (1979)
- With Jackie McLean
- With Jackie's Pal  (1956)
- McLean's Scene (1956)
- Jackie McLean & Co. (1957)

## Fordítás
Ez a szócikk részben vagy egészben  a   Bill Hardman című angol Wikipédia-szócikk ezen változatának fordításán alapul.  Az eredeti cikk szerkesztőit annak laptörténete sorolja fel. Ez a jelzés csupán a megfogalmazás eredetét és a szerzői jogokat jelzi, nem szolgál a cikkben szereplő információk forrásmegjelöléseként.